# Brayopsis
Brayopsis é um género botânico pertencente à família Brassicaceae.